# Тюриково (Ярославская область)
Тюриково — деревня в Любимском районе Ярославской области. С точки зрения административно-территориального устройства входит в состав Троицкого сельского округа. С точки зрения муниципального устройства входит в состав Воскресенского сельского поселения.

## История
Работал колхоз «Россия», был животноводческий комплекс.

## Население
| 2007 | 2010 |
| ---- | ---- |
| 41   | ↘37  |

## Инфраструктура
- Родник (требованиям СанПиН не соответствует)[5].
- Автобусная остановка (курсирует автобус № 920)[6].
- Автолавка с продуктами (по состоянию на 2021 год).
- Осветительное оборудование[7].